# Canal J
Canal J és un canal de televisió francès que s'emet per cable i propietat de l'empresa Lagardère Active. Fou creat l'any 1985 per iniciativa del grup Hachette com a canal de dibuixos animats entre una franja d'edat dels 3 als 13 anys. Cap a mitjans de l'any 1988 l'empresa Europe 1 Communication n'explota el canal, reestructurant-lo i obrint-lo a més plataformes cosa que va suposar l'increment important d'espectadors. L'any 1992 el canal de televisió ja es pot veure arreu de França mitjançant el sistema analògic. Amb la incorporació de la televisió digital terrestre es varen fusionar diferents canals infantils amb Canal J i aquest va passar a ser gestionar per altri amb un nou nom: Gulli.